# Coproporfirinogeno deidrogenasi
La coproporfirinogeno deidrogenasi è un enzima appartenente alla classe delle ossidoreduttasi, che catalizza la seguente reazione:
coproporfirinogeno III + 2 S-adenosil-L-metionina ⇄ protoporfirinogeno IX + 2 CO2 + 2 L-metionina + 2 5′-desossiadenosina
Questo enzima differisce dal EC 1.3.3.3, coproporfirinogeno ossidasi, usando S-adenosil-L-metionina (AdoMet) invece dell'ossigeno quale ossidante. Si riscontra soprattutto nei batteri, mentre negli eucarioti viene usata l'ossidasi ossigeno-dipendente. La reazione inizia usando un elettrone dalla forma ridotta del cluster enzimatico [4Fe-4S] per spezzare l'AdoMet in metionina più il radicale 5′-desossiadenosina-5′-il. Questo radicale inizia l'attacco sul gruppo 2-carbossietilico, portando alla sua conversione in un gruppo vinilico. Questa conversione, —·CH-CH2-COO- → —CH=CH2 + CO2 + e- rimpiazza l'elettrone usato all'inizio della reazione.